# Handlab

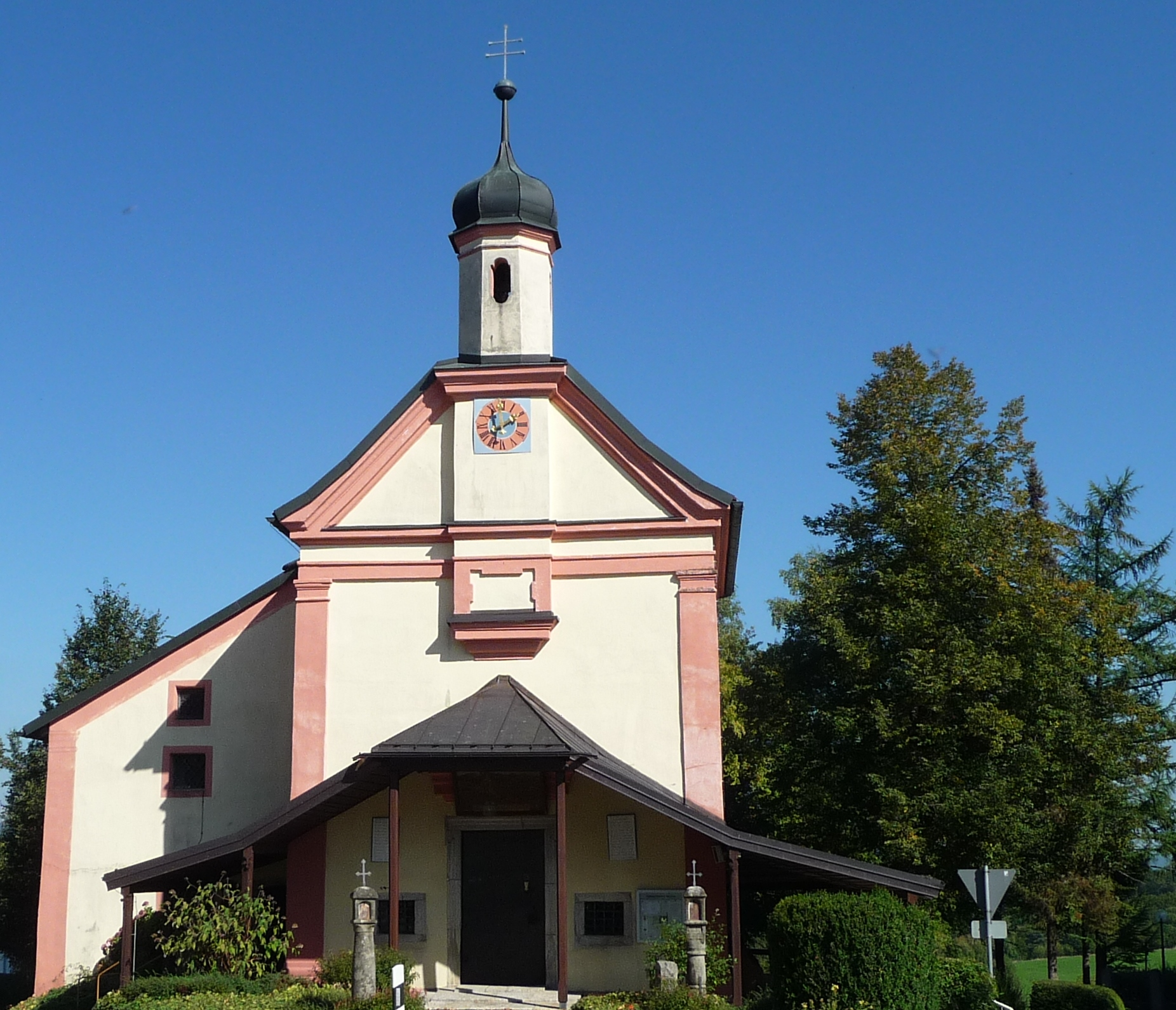
Die Wallfahrtskirche Maria Krönung

Handlab ist ein Gemeindeteil der Gemeinde Iggensbach im niederbayerischen Landkreis Deggendorf.

## Lage
Das Dorf Handlab liegt im Bayerischen Wald etwa einen Kilometer südöstlich von Iggensbach auf der anderen Seite der Bundesautobahn 3.

## Geschichte
Der Ortsname geht auf eine Wundererzählung zurück, wonach die fromme Burgherrin Anna von Engelsberg zu Unrecht von einem Diener bei ihrem Mann des Ehebruchs beschuldigt wurde. Als der Burgherr sie bald danach neben einem Hirten kniend vor einer Martersäule der hll. Maria und Corona entdeckte, schlug er ihr in seinem Zorn mit dem Schwert die rechte Hand ab. Die Frau habe sich jedoch an Maria gewandt und „Maria, Handl ab!“ gerufen, woraufhin die Hand sofort wieder angewachsen sei. Auch habe der Ehemann diesen himmlischen Fingerzeig verstanden und die Unschuld seiner Frau eingesehen.
Ob diese Erzählung älter ist oder dieser Ortsname, ist nicht belegbar. Sicher ist jedoch, dass es in Kirchenrechnungen des 17. Jahrhunderts „Unserer Lieben Frauen Kapelle an Handlohe“ heißt, in Schriftstücken aus dem 17. Jahrhundert auch „Antlohe“; ferner dass die Bezeichnung „Handloh“ im 17. und 18. Jahrhundert gebräuchlich war. Infolgedessen wird der zweite Namensbestandteil auf das Wort „loh“ zurückgeführt, das sich, aus dem Althochdeutschen stammend, auch in anderen süddeutschen Orts- und Flurnamen erhalten hat. Als Bedeutung dieses Suffixes wird angegeben „kleiner Wald, Gehölz mit lichten Stellen u. Gebüsch“. Es ist überliefert, dass im 17. Jahrhundert an der Stelle des Ortes sich „ein kleines Eichen- und Buchenwäldchen“ befand. Die lokale Aussprache des Ortsnamens als „Handlou“ weise ebenso auf die Herkunft in dem beschriebenen Sinn hin und „hat mit der jetzigen Schreibweise nichts gemein.“
Im Mittelalter wurde in Handlab neben Maria auch die hl. Corona verehrt. Wohl schon 1513 stand eine Kapelle in Handlab, die heutige Kirche wurde 1664 erbaut. Pfarrer Josef Wimmer ließ die Kirche in den 1930er Jahren sorgfältig restaurieren und 1936 die Deckenfresken wiederherstellen. Beachtung fand 1947 die Genesung von Erna Jülke aus Aachen, die seit einem Bombenangriff auf den Rollstuhl angewiesen war, an einer neuntägigen Andacht in Handlab teilnahm und plötzlich wieder gehen konnte.
Von den früher zahlreichen alljährlichen Wallfahrtstagen hielten sich zwei, benannt nach den beiden Kirchenfesten mit den Gottesdiensten, aber auch geprägt vom Jahrmarkt- und Vergnügungsbetrieb. Sie finden an den beiden „Frauentagen“ statt, Marien-Festtagen, entsprechend der Bezeichnung „Unsere Liebe Frau“ im süddeutsch-bairischen Sprachgebiet für die Gottesmutter Maria. Das sind der „Große Frauentag“, also das Fest Mariä Himmelfahrt am 15. August, und – wesentlich bescheidener oder bereits im Verschwinden – der „Kleine Frauentag“, das Kirchenfest Mariä Geburt am 8. September.
Handlab gehörte zur Obmannschaft und zum Amt Iggensbach des Landgerichtes Deggendorf. In der Konskription von 1752 wird es nicht erwähnt, es bestand damals nur aus der Wallfahrtskirche. Seit der Gemeindebildung im 19. Jahrhundert gehört Handlab zur Gemeinde Iggensbach.

## Baudenkmäler
Wallfahrtskirche Maria Krönung. Sie wurde 1664 erbaut. Der Hochaltar der nur zehn Meter langen und fünf Meter breiten Kirche stellt im oberen Altarbild die Hinrichtung der hl. Corona dar. Das Gnadenbild stammt aus dem Jahr 1480. Die Kirche enthält zahlreiche Votivbilder.

## Vereine
- Freiwillige Feuerwehr Handlab
- FC Handlab-Iggensbach
- Bergschützen Handlab
- Stopselclub Handlab